# Xã Ferguson, Quận St. Louis, Missouri
Xã Ferguson (tiếng Anh: Ferguson Township) là một xã thuộc quận St. Louis, tiểu bang Missouri, Hoa Kỳ. Năm 2010, dân số của xã này là 34.923 người.